# Piz Forbesch
Der Piz Forbesch ⓘ (rätoromanisch, im Idiom Surmiran aus dem lateinischen forfex für ‚Schere‘) ist ein Berg westlich von Mulegns im Kanton Graubünden in der Schweiz mit einer Höhe von 3261,8 m ü. M. Dank der tief eingeschnittenen Scharte zwischen dem Piz Forbesch und dem Piz Forbesch Pintg (3202 m) im Süden bekommt der Berg die Form einer Schere und ist leicht zu identifizieren. Pintg ist rätoromanisch für ‚klein‘. Dank der Dominanz vom Piz Forbesch bietet er, vor allem Richtung Westen, eine aussergewöhnliche Fernsicht bis in die Berner und Walliser Alpen (Mönch, Dufourspitze oder das 149,5 km entfernte Weisshorn). Der am weitesten entfernte sichtbare Punkt (44° 18′ 33″ N, 6° 57′ 39,4″ O) vom Piz Forbesch befindet sich in der Nähe des Monte Vallonetto auf der Grenze zwischen dem italienischen Piemont und der französischen Region Provence-Alpes-Côte d’Azur und ist 319 km entfernt.

## Lage und Umgebung
Der Piz Forbesch ist der höchste Gipfel des Forbesch-Arblatsch-Massivs, einer Untergruppe der Oberhalbsteiner Alpen. Ein langer Nordgrat verbindet den Piz Forbesch mit dem Piz Arblatsch. Der regelmässige Grat senkt sich auf die Distanz von rund 1,5 km in einigen Absätzen zum fiefsten Punkt (2968 m), von wo er über mehrere Zacken zum 600 m entfernten Piz Arblatsch aufsteigt. Wegen der losen und plattigen Felsen in der Nähe des tiefsten Punktes wird der Grat kaum begangen.
Süd- und Westwand des Piz Forbesch Pintg fallen beide sehr steil ab, wobei brüchiger Fels Besteigungsversuchen erheblichen Widerstand entgegensetzt. Vom Südfuss des Piz Forbesch Pintg läuft der sehr ausgeprägte Hauptgrat flach weiter zur Erhebung P. 2954 oberhalb der Fuorcla Cagniel, von wo er, leicht gegen Süden abbiegend, als Rippe zur Val Gronda abfällt. Er bildet gegen Westen eine kaum überwindliche Felswand, weshalb von der Fuorcla Cagniel kein Zugang zum Piz Forbesch Pintg besteht.
Über die Gipfel verlief die Gemeindegrenze zwischen den ehemaligen Gemeinden Riom und Mulegns, die seit 2016 beide zur Gemeinde Surses gehören.
Zu den Nachbargipfeln gehören der Piz Arblatsch, der Piz Platta, der Piz Cagniel und der Piz Mez.
Talort ist Mulegns. Häufige Ausgangspunkte sind Radons und Tga.

## Bauernregel
Eine weit verbreitete, romanische Bauernregel im Oberhalbstein besagt: Mett'igl Piz Forbesch se igl tgappi, lascha la fotsch e pegl'igl rasti, was so viel heisst wie «Setzt sich der Piz Forbesch eine Mütze auf, lasse die Sense und nimm den Rechen». Damit ist gemeint, dass schlechtes Wetter folgt, wenn der Piz Forbesch bewölkt ist.

## Routen zum Gipfel
Die Alpstrasse von Mulegns ins Val Faller nach Tga ist für den allgemeinen Motorfahrzeugverkehr gesperrt. Ein Wanderbus fährt jedoch jeden Donnerstag von Savognin ins Val Faller.

### Hauptgipfel

#### Über den Nordostgrat
- Ausgangspunkt: Tga (1927 m) oder Mulegns (1482 m)
- Via: Kopf vor der grossen Rinne, vorbei an P. 3176
- Schwierigkeit: T5+, II, WS
- Zeitaufwand: 4 Stunden von Tga oder 5¾ Stunden von Mulegns

#### Durch die grosse Südwandrinne
- Ausgangspunkt: Tga (1927 m) oder Mulegns (1482 m)
- Via: Vorbei an P. 3176
- Schwierigkeit: T5+, II, WS
- Zeitaufwand: 4 Stunden von Tga oder 5¾ Stunden von Mulegns

#### Durch die Nordwestwand
- Ausgangspunkt: Radons (1866 m)
- Via: Kopf vor der grossen Rinne, vorbei an P. 3176
- Schwierigkeit: ZS
- Zeitaufwand: 5½ Stunden

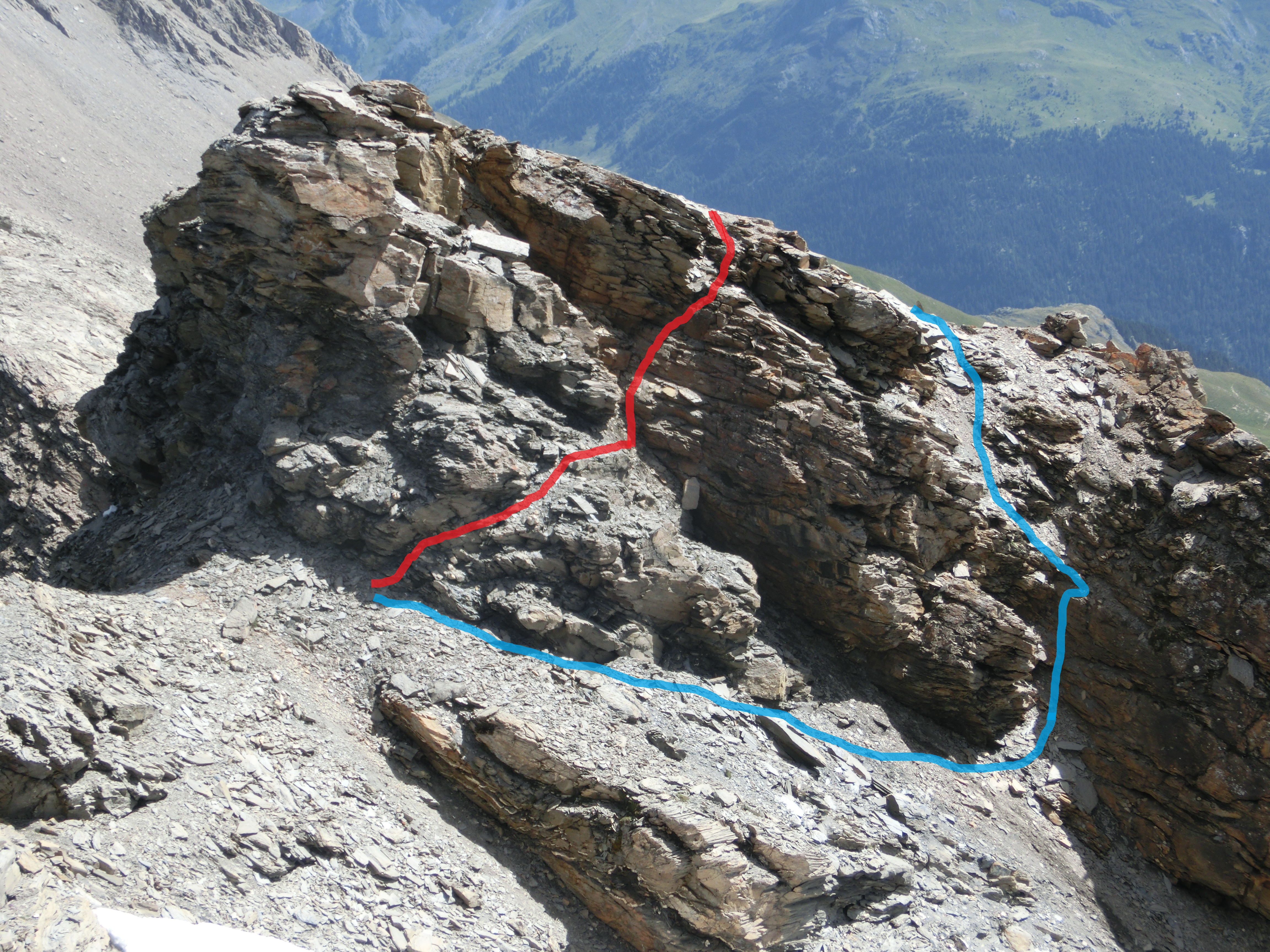
Route bei Schlüsselstelle 1, Kopf vor der grossen Rinne, den man in der Südostwand umgeht.
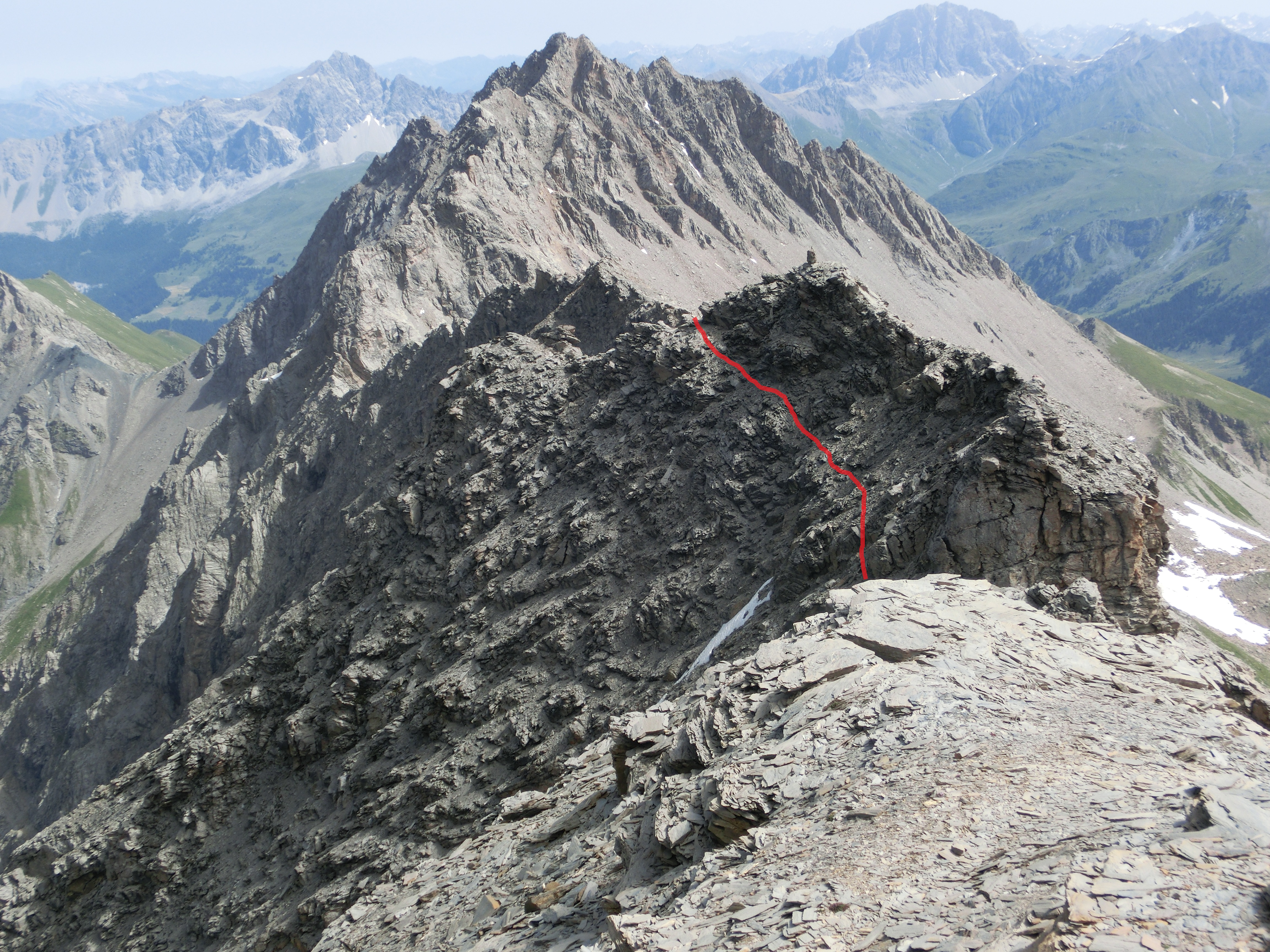
Route bei Schlüsselstelle 2, P. 3176, dem man in Schieferschuttbänder der steilen Nordwestflanke ausweicht.
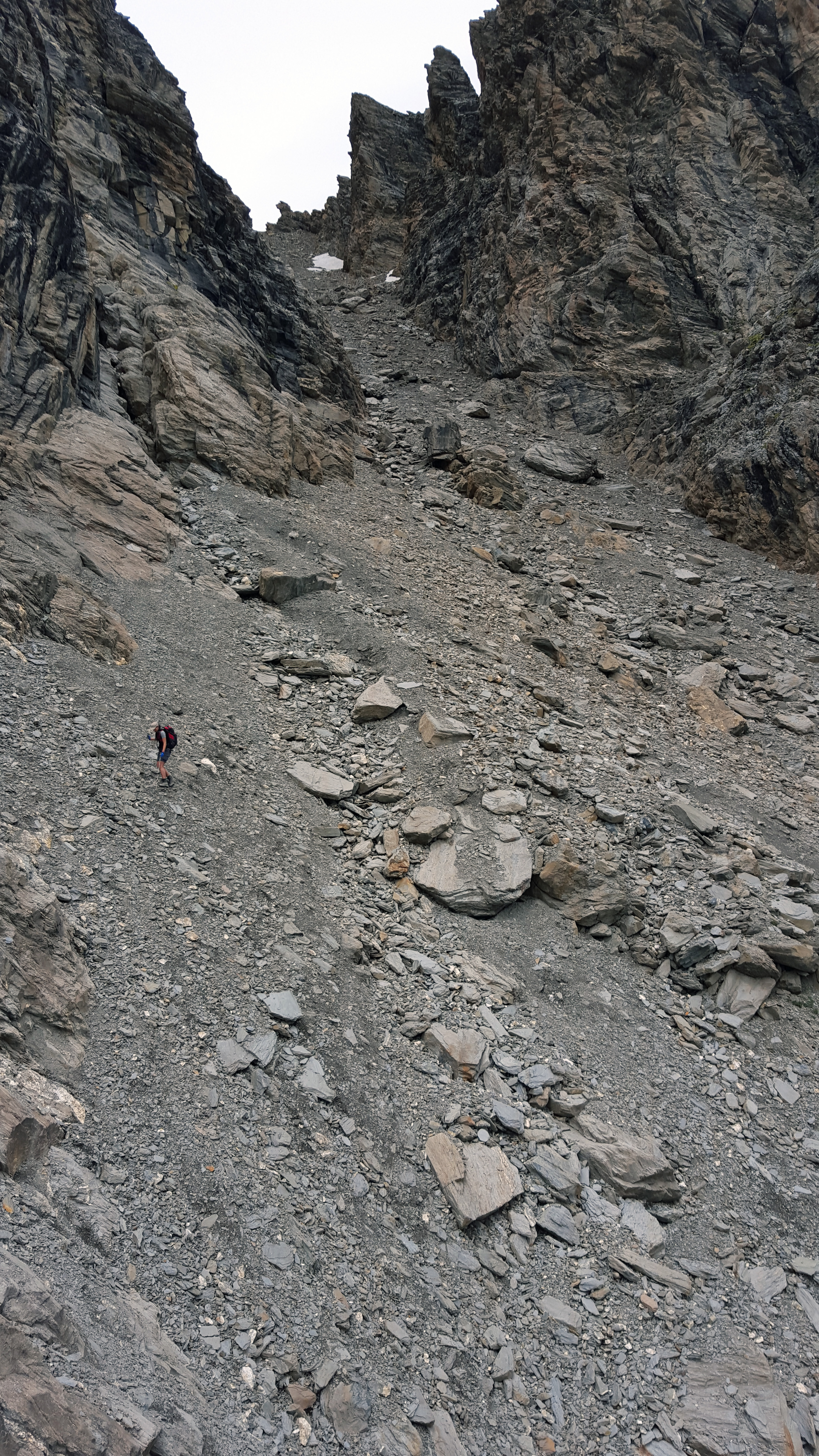
Die grosse Südwandrinne.

### Piz Forbesch Pintg
Anders als der Name erwarten liesse, steigt keine scharfe Gratschneide aus der Scharte zum Piz Forbesch Pintg, sondern ein aus Fels- und Schuttbändern aufgebauter Hang.

#### Über den Nordrücken
- Ausgangspunkt: Mulegns (1482 m), Tga (1927 m) oder Radons (1866 m)
- Via: Forbeschscharte
- Schwierigkeit: WS
- Zeitaufwand: 6 Stunden von Mulegns, 4¼ Stunden von Tga oder 4½ Stunden von Radons
- Bemerkung: Bei ausgeapertem Couloir ist eine Begehung wegen des vielen Lockermaterials im Aufstieg mühsam und schwieriger als bei gutem Schnee.

#### Durch die Ostflanke
- Ausgangspunkt: Mulegns (1482 m) oder Tga (1927 m)
- Schwierigkeit: WS
- Zeitaufwand: 5¾ Stunden von Mulegns, 4 Stunden von Tga

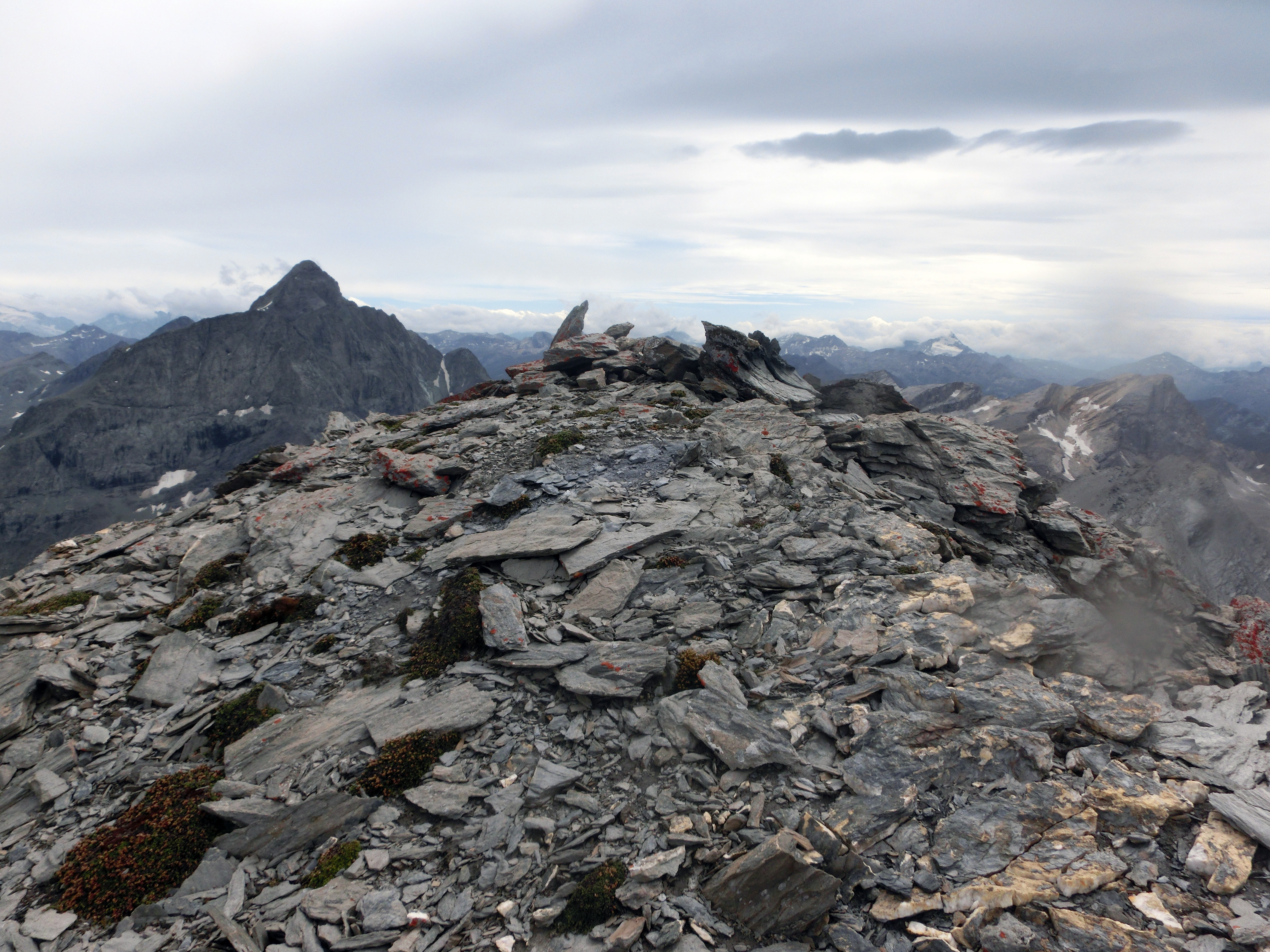
Gipfel des Piz Forbesch Pintg.
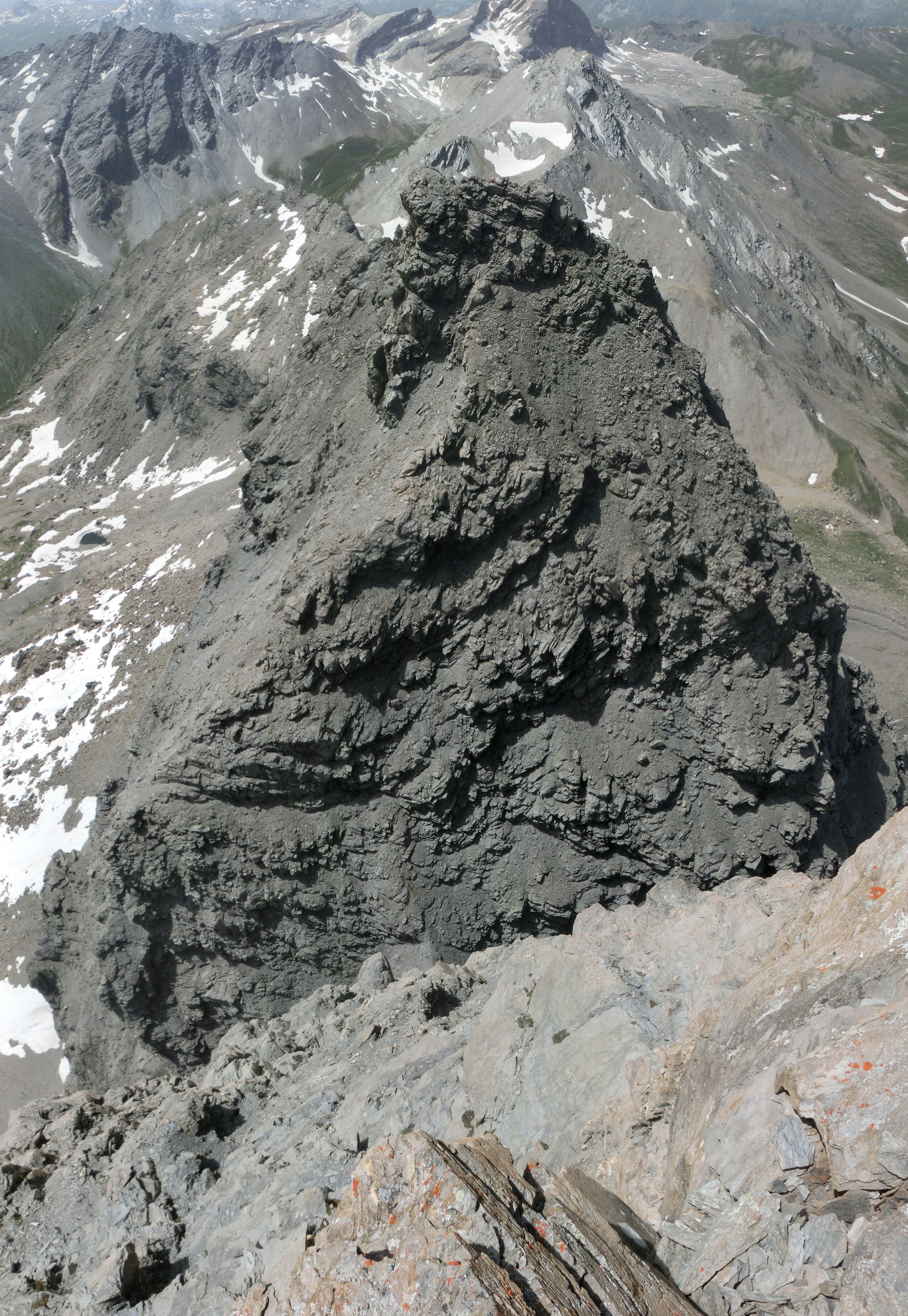
Piz Forbesch Pintg und Forbeschscharte, aufgenommen vom Hauptgipfel.

## Galerie

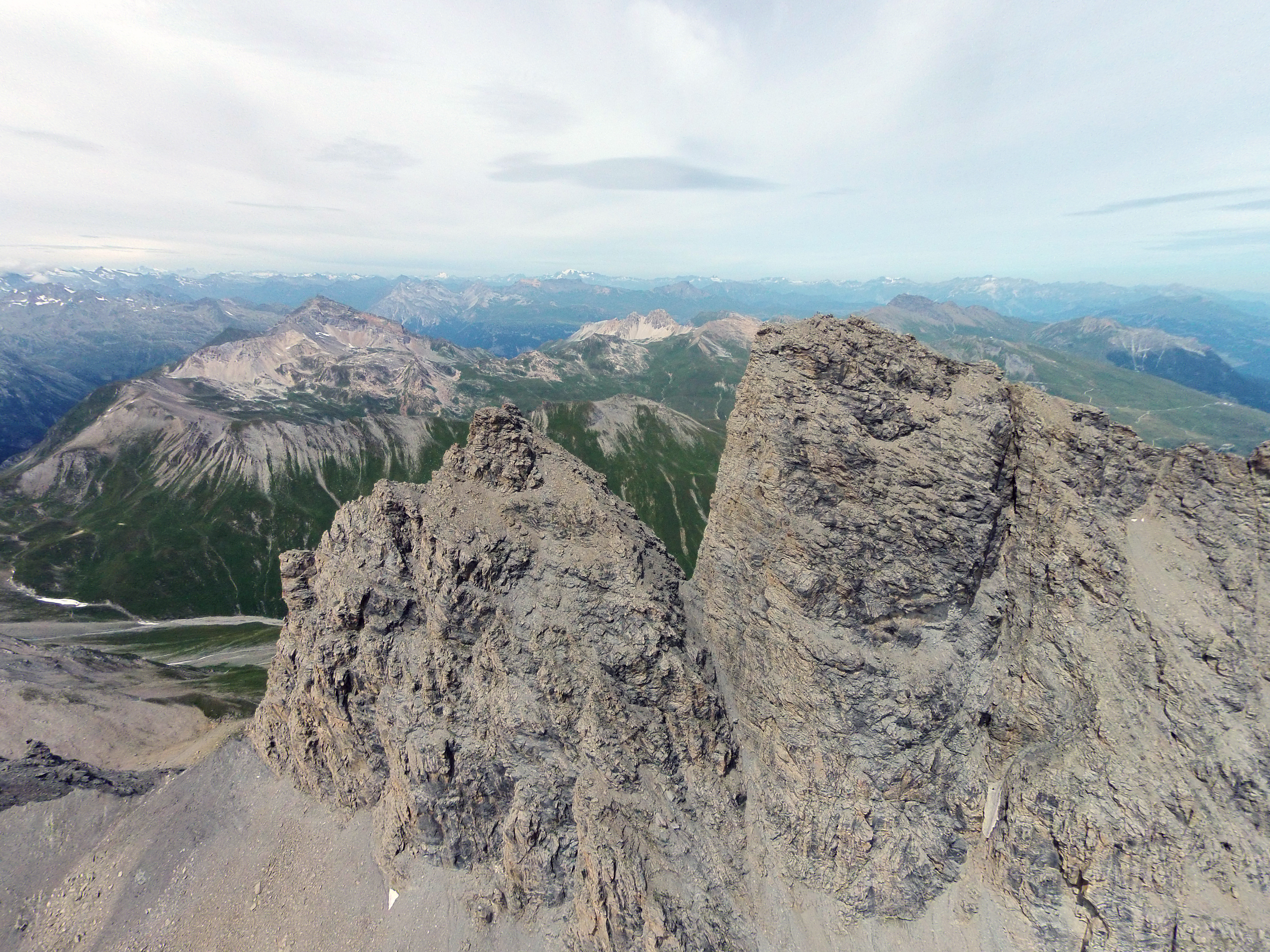
Luftaufnahme vom Piz Forbesch.
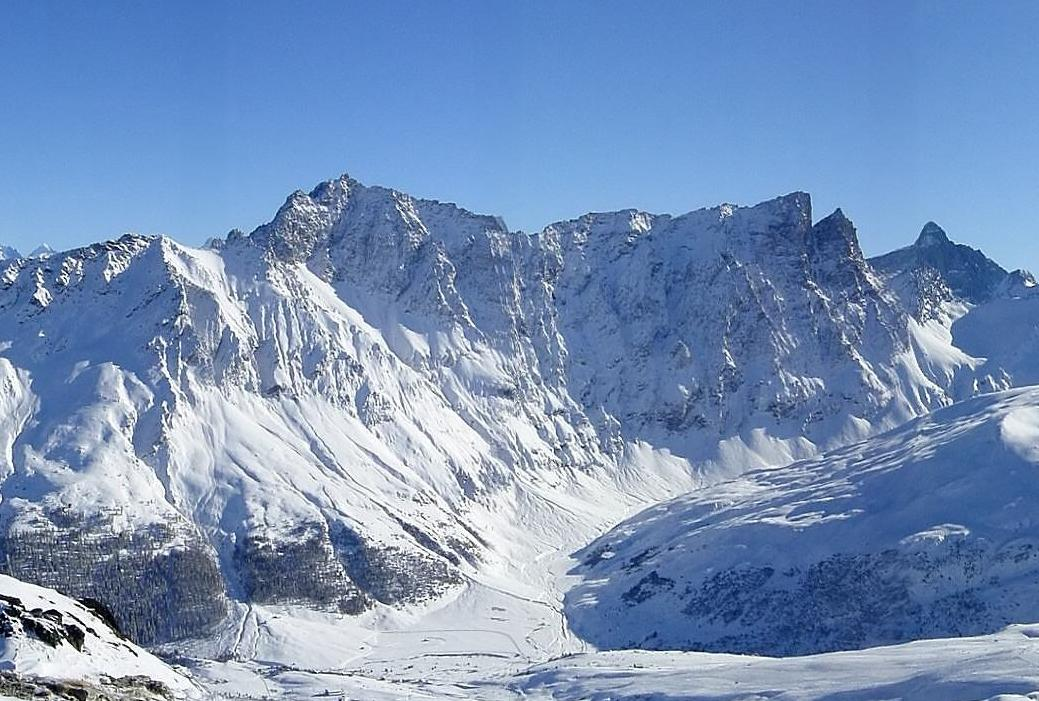
Piz Arblatsch, Piz Forbesch und Piz Platta, aufgenommen von Piz Martegnas.
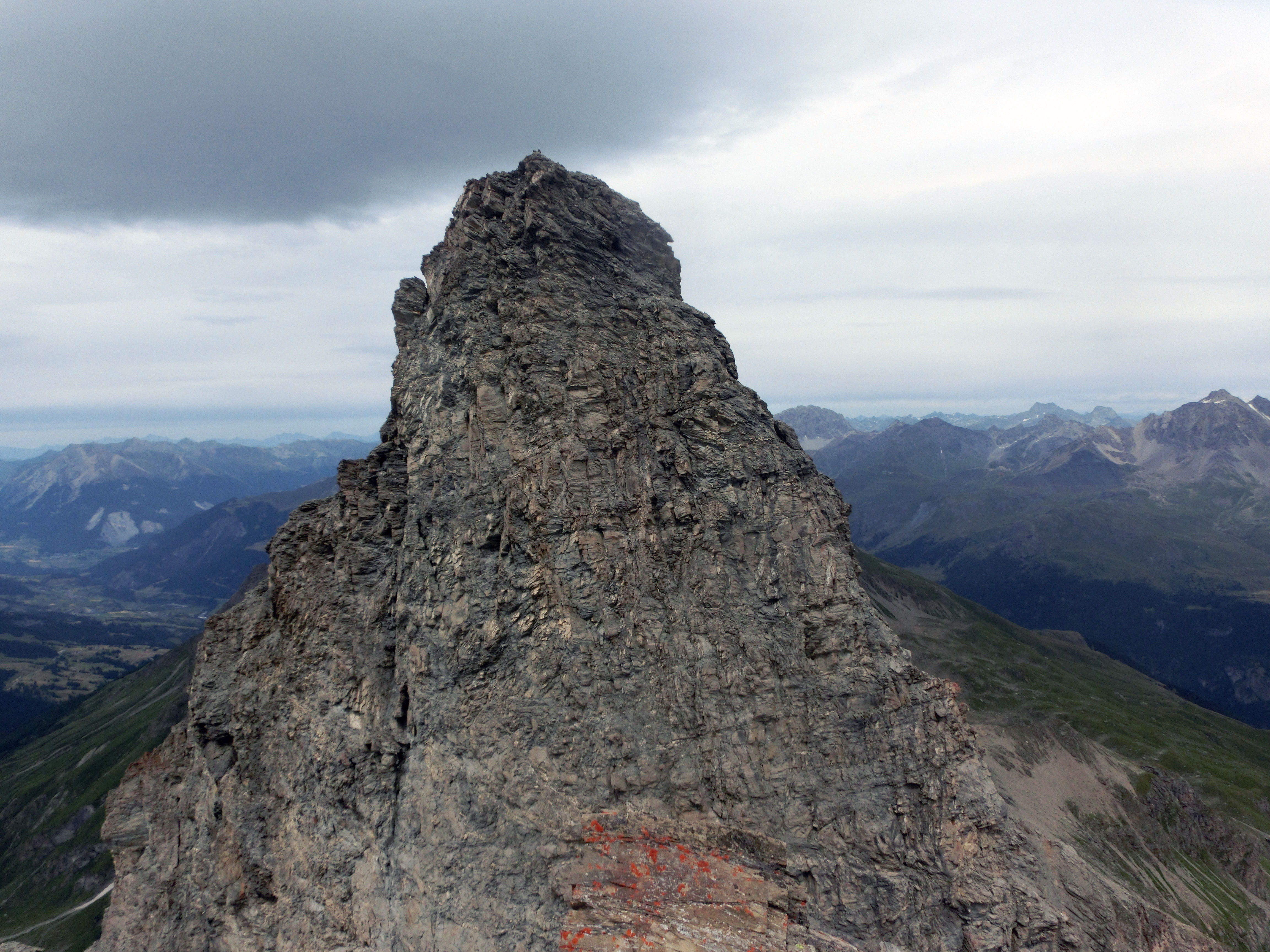
Blick vom Piz Forbesch Pintg zum 60 m höheren Piz Forbesch.
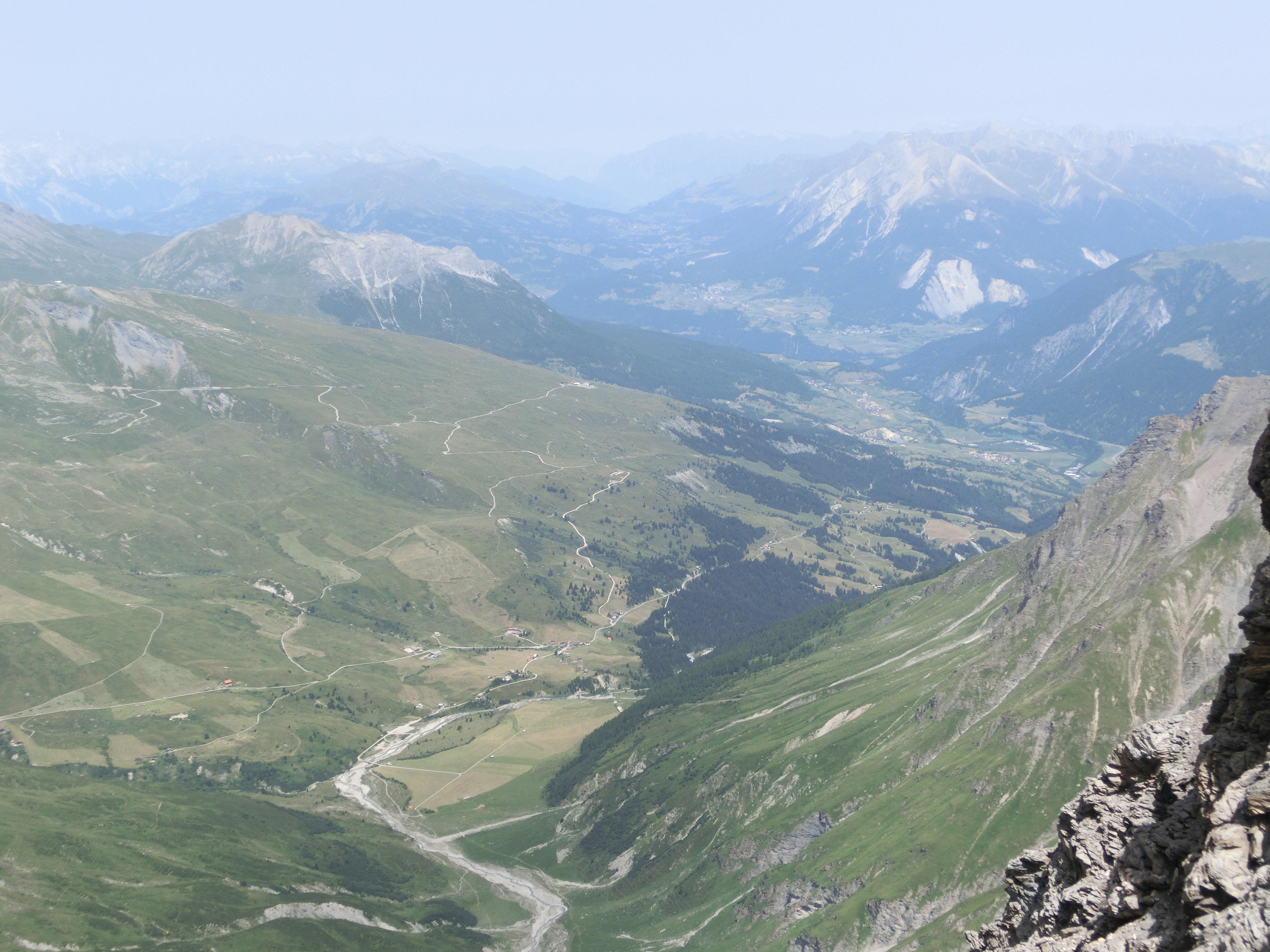
Blick ins Val Nandro (Skigebiet Savognin), ins Oberhalbstein und nach Lenzerheide.